# Batalla de Aguacaliente
La batalla de Aguacaliente fue una acción militar sucedida entre las tropas seguidoras de Francisco Villa y tropas del Ejército Estadounidense que tuvo lugar en el poblado de Aguacaliente, Chihuahua, el 3 de abril de 1916 durante la Tercera Intervención Estadounidense entre las 4:00 y las 17:00 horas. Unos 80 hombres (villistas amnistiados y carrancistas de la guarnición de Guerrero) acordaron atacar a los tropas estadounidenses sin que se enteraran sus superiores, logrando capturar a varios soldados estadounidenses que fueron liberados y a un sargento que sería fusilado. Las fuerzas estadounidenses tuvieron 108 bajas.